# Paulianomyia rufa
Paulianomyia rufa är en tvåvingeart som beskrevs av H. Oldroyd 1957. Paulianomyia rufa ingår i släktet Paulianomyia och familjen bromsar.
Artens utbredningsområde är Madagaskar. Inga underarter finns listade i Catalogue of Life.